# Kirstie Alley

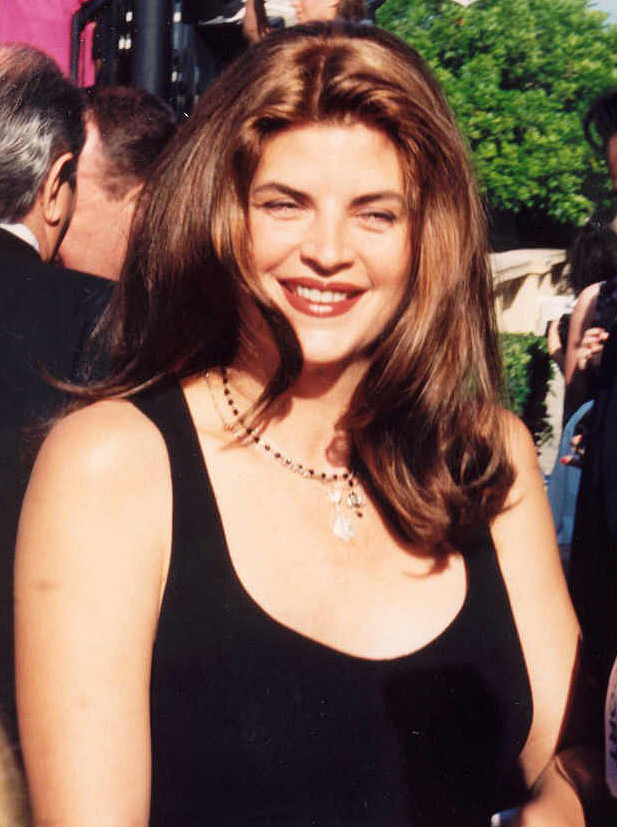
Kirstie Alley, 1994

Kirstie Alley (* 12. Januar 1951 als Kirsten Louise Alley in Wichita, Kansas; † 5. Dezember 2022 in Tampa, Florida) war eine US-amerikanische Schauspielerin. Sie wurde in den 1980er Jahren durch die Fernsehserien Fackeln im Sturm und Cheers sowie die Filmreihe Kuck mal, wer da spricht! bekannt.

## Leben

### Frühes Leben
Sie wurde 1951 in Wichita als Kirsten Louise Alley geboren. Ihre Mutter Lillian starb 1981 an den Folgen eines Autounfalls. Ihr Vater Robert Deal Alley, Besitzer einer Holzfabrik, wurde bei dem Unfall schwer verletzt. Über Twitter äußerte Alley, sie sei bis zu ihrem 17. Lebensjahr von ihrer Mutter geschlagen worden.
In den 1970er Jahren brach Alley ein Studium an der Kansas State University ab. 1980 zog sie nach Los Angeles, wo sie erste Auftritte im Fernsehen als Kandidatin in den Spielshows Match Game und Password hatte.

### Karriere
Kirstie Alleys erste Kinorolle war die der Vulkanierin Lieutenant Saavik in Star Trek II: Der Zorn des Khan (1982). Trotz guter schauspielerischer Leistung engagierten die Produzenten sie nicht erneut, um in Star Trek III: Auf der Suche nach Mr. Spock noch einmal die Vulkanierin Saavik zu spielen, sondern besetzten die Rolle neu mit Robin Curtis. Der Produzent Harve Bennett begründete dies mit Alleys Gagenforderungen, nachdem man ihr eine Gage geboten hatte, die nach ihren Angaben unter der für ihre Mitwirkung in Star Trek II gelegen habe.
Nach einer Rolle in der Fernsehserie Operation Maskerade (Masquerade) war sie 1985/86 in den ersten beiden Staffeln der TV-Miniserie Fackeln im Sturm in der Rolle der Abolitionistin Virgilia Hazard zu sehen; ihr damaliger Ehemann Parker Stevenson spielte in der zweiten Staffel der Serie ihren jüngeren Bruder Billy Hazard. Als Ersatz für Shelley Long übernahm sie von 1987 bis zum Ende der Serie 1993 die Hauptrolle der Rebecca Howe in der Sitcom Cheers. Diese Darstellung brachte ihr einen Emmy und einen Golden Globe Award ein.
An der Seite von John Travolta wirkte Alley 1989 in Kuck mal, wer da spricht! mit. Der kommerziell erfolgreiche Kinofilm hatte mit derselben Besetzung zwei Fortsetzungen. In den 1990er Jahren war Alley überwiegend in Kinokomödien und im US-Fernsehen zu sehen. 1992 arbeitete sie mit Prince zusammen und wirkte als Reporterin Vanessa Bartholomew auf dessen Album Love Symbol mit. Für ihren Auftritt in dem Fernsehdrama David's Mother als Mutter eines autistischen Kindes erhielt sie 1994 ihren zweiten Emmy. Von 1997 bis 2000 hatte sie die Hauptrolle in der Sitcom Veronica inne, wofür sie weitere Golden-Globe- und Emmy-Nominierungen erhielt.
Nach der Jahrtausendwende war Alley nur noch selten im Kino zu sehen, sie wirkte stattdessen vermehrt in Fernsehserien mit. 2005 spielte sie in der Sitcom Fat Actress sich selbst; aus Liebeskummer hatte sie stark an Gewicht zugenommen. In der zweiten Staffel der Horror-Comedy-Serie Scream Queens von Ryan Murphy war sie 2017 in einer der Hauptrollen als Ingrid Marie Hoffel zu sehen. Gelegentlich sah man Alley auch in US-Fernsehshows wie etwa 2011 in Dancing with the Stars. Im April 2022 nahm Alley als Baby Mammoth an der siebten Staffel der US-amerikanischen Version von The Masked Singer teil, in der sie unter 15 Wettbewerbern Platz sechs erreichte. Ihr schauspielerisches Schaffen umfasst mehr als 70 Film- und Fernsehproduktionen.

### Privates
Kirstie Alley war von 1971 bis 1977 mit Robert Alley, einem entfernten Cousin, verheiratet. Während ihrer Ehe von 1983 bis 1997 mit dem Schauspieler Parker Stevenson adoptierte sie zwei Kinder.
Alley war seit jungen Jahren Scientology-Mitglied. Sie wandte mehrere Millionen Dollar für die Organisation auf und erreichte 2007 dort die zweithöchste Stufe. Politisch trat sie unter anderem als Unterstützerin von Donald Trump auf. Nach eigenen Angaben kostete sie diese Unterstützung viele Rollen in Hollywood.
Kirstie Alley starb im Dezember 2022 in Tampa im Alter von 71 Jahren an den Folgen von Darmkrebs.

## Filmografie

### Film
- 1982: Star Trek II: Der Zorn des Khan (Star Trek II: The Wrath of Khan) – Regie: Nicholas Meyer
- 1983: Die Begegnung (One More Chance) – Regie: Sam Firstenberg
- 1984: Blind Date – Regie: Nico Mastorakis
- 1984: Champions
- 1984: Runaway – Spinnen des Todes (Runaway) – Regie: Michael Crichton
- 1985: Mein Leben als Bunny (A Bunny’s Tale) – Regie: Karen Arthur
- 1986: Der Prinz von Bel-Air
- 1987: Summer School – Regie: Carl Reiner
- 1988: She’s Having a Baby (Gastauftritt)
- 1988: Mörderischer Vorsprung (Shoot to Kill) – Regie: Roger Spottiswoode
- 1989: Loverboy – Liebe auf Bestellung (Loverboy)
- 1989: Kuck mal, wer da spricht! (Look Who Is Talking) – Regie: Amy Heckerling
- 1990: Madhouse – Regie: Tom Ropelewski
- 1990: Eine fast anständige Frau (Sibling Rivalry) – Regie: Carl Reiner
- 1990: Kuck mal, wer da spricht 2 (Look Who Is Talking Too) – Regie: Amy Heckerling
- 1993: Kuck mal, wer da jetzt spricht (Look Who Is Talking Now) – Regie: Tom Ropelewski
- 1995: Eins und Eins macht Vier (It Takes Two) – Regie: Andy Tennant
- 1995: Joey’s Team (Sticks and Stones) – Regie: Neil Tolkin
- 1995: Das Dorf der Verdammten (Village of the Damned) – Regie: John Carpenter
- 1995: Der Traum vom Glück (Radiant City) – Regie: Robert Allan Ackerman
- 1996: Nevada – Regie: Gary Tieche
- 1996: Peter und der Wolf – Regie: George Daugherty
- 1997: Die Zahnfee (Toothless) – Regie: Melanie Mayron
- 1997: Harry außer sich (Deconstructing Harry) – Regie: Woody Allen
- 1997: Zum Teufel mit den Millionen (For Richer or Poorer) – Regie: Bryan Spicer
- 1999: The Mao Game
- 1999: Gnadenlos schön (Drop Dead Gorgeous) – Regie: Michael Patrick Jann
- 2002: Back by Midnight
- 2013: Syrup
- 2015: Liebe ohne Krankenschein (Accidental Love) – Regie: David O. Russell

### Fernsehen
- 1983: Operation Maskerade: Pariser Sünden (Masquerade) – Regie: Peter H. Hunt
- 1983: Love Boat (The Love Boat, Staffel 7, Folge 11)
- 1984: Sins of the Past
- 1984: Hitchhiker IV
- 1985: A Bunny’s Tale
- 1985: Fackeln im Sturm Teil 1–6 (North and South: Book I) – Regie: Richard T. Heffron
- 1986: Fackeln im Sturm Teil 7–12 (North and South: Book II) – Regie: Kevin Connor
- 1986: Hotel California (Prince of Bel Air) – Regie: Charles Braverman
- 1986: Tödliche Hitze – Las Vegas Cop II (Stark: Mirror Image)
- 1987: Infidelity
- 1987–1993: Cheers
- 1993: Überflieger (Wings, Fernsehserie, 1 Folge)
- 1994: Zu viel Liebe – Davids Mutter (David’s Mother)
- 1996: Radiant City
- 1996: Frage nicht nach morgen (Suddenly)
- 1997: The Last Don
- 1997–2000: Veronica (Veronica’s Closet)
- 1997: Die Zahnfee (Toothless)
- 1998: The Last Don II
- 2001: Blonde
- 2001: Dharma & Greg (Fernsehserie, Folge 4x23)
- 2002: Salem Witch Trials
- 2003: Profoundly Normal
- 2004: Family Sins – Familie lebenslänglich
- 2004: Without a Trace – Spurlos verschwunden (Without a Trace, Folge 2x16)
- 2004: While I Was Gone
- 2005: Fat Actress (Fernsehserie, 7 Folgen)
- 2006: King of Queens (The King of Queens, Fernsehserie, Folge 8x14)
- 2007: Sexy, clever und über 40 (Write & Wrong)
- 2007: The Minister of Divine
- 2010: Kirstie Alley’s Big Life
- 2011: Dancing with the Stars
- 2013–2014: Kirstie
- 2014: Hot in Cleveland (Fernsehserie, Folge 5x10)
- 2015: The Middle (Folge 6x10)
- 2016: Flaked (Folge 1x04)
- 2016: Scream Queens (7 Folgen)
- 2018: Celebrity Big Brother (Vereinigtes Königreich)
- 2019: Die Goldbergs (The Goldbergs, Fernsehserie 1 Folge)
- 2020: You Can’t Take My Daughter (Fernsehfilm)
- 2023: L'Impressionniste (Kurzfilm)

## Bücher
- How to Lose Your Ass and Regain Your Life. Rodale, 2005, ISBN 1-59486-232-X.
- The Art of Men (I Prefer Mine al Dente). Atria Books, 2012, ISBN 978-1-4516-7358-6.